# Gordian III.

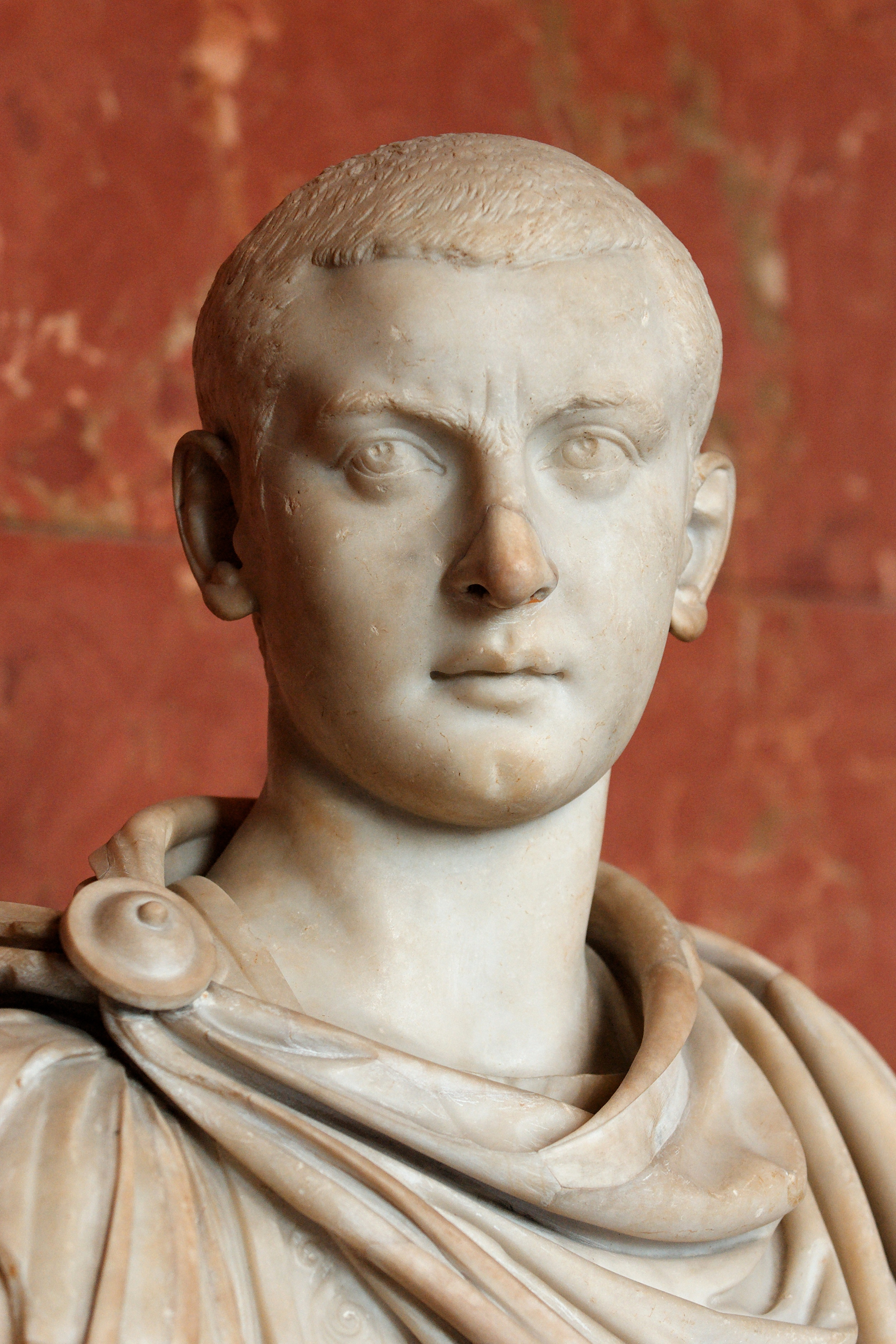
Gordian III.

Marcus Antonius Gordianus (* 20. Januar 225 in Rom; † 244), auch bekannt als Gordian III., war von 238 bis 244 römischer Kaiser.

## Leben

### Herkunft

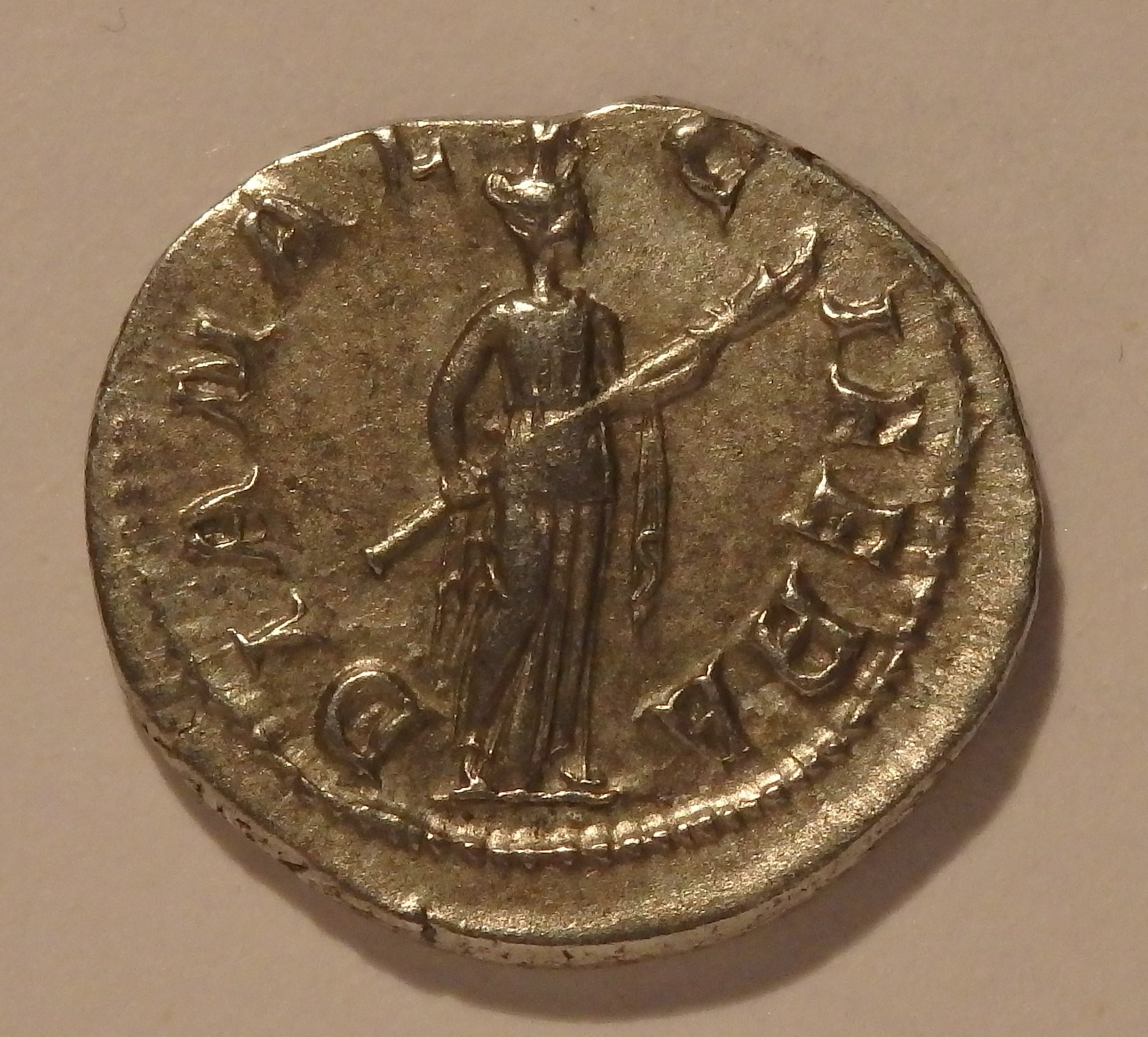
Denar auf die Hochzeit des Kaisers, Sommer 241 n. Chr.

Marcus Antonius Gordianus wurde am 20. Januar 225 in Rom geboren. Die Namen seiner Eltern in der spätantiken Historia Augusta sind fiktiv. Als sehr wahrscheinlich gilt, dass seine Mutter Antonia Gordiana eine Tochter von Gordian I. und damit eine Schwester Gordians II. war. Gesichert ist dank Herodian, dass er ein Enkel Gordians I. war. Wohl im Mai 241 heiratete er Furia Sabinia Tranquillina, Tochter seines späteren Prätorianerpräfekten Gaius Furius Sabinus Aquila Timesitheus. Anlässlich dieser Hochzeit wurden Denare mit der Diana Lucifera auf der Rückseite geprägt. Die Ehe blieb kinderlos.

### Erlangung der Herrschaft
Nach dem unerwarteten Tod der beiden älteren Gordiane Anfang 238 übernahm der Senat notgedrungen den Widerstand gegen den amtierenden Kaiser Maximinus Thrax, den man zuvor zum Staatsfeind erklärt hatte, und ernannte zwei gleichrangige Augusti aus den eigenen Reihen, Balbinus und Pupienus. Teile der stadtrömischen Bevölkerung setzten daraufhin laut Herodian mit Hilfe der Prätorianer, die sich durch das Vorgehen des Senates um die Mitsprache bei der Auswahl des Kaisers gebracht fühlten, die Ernennung des 13-jährigen Gordian (III.) zum Caesar und princeps iuventutis durch. Nach Maximinus’ gewaltsamem Tod bei Aquileia Mitte April (?) 238 traten offensichtliche Differenzen zwischen Balbinus und Pupienus deutlich hervor. Beide strebten die alleinige Herrschaft an und arbeiteten gegeneinander. In dieser Situation ergriffen die Prätorianer die Initiative: Sie töteten die beiden Augusti im Kaiserpalast und zwangen den Senat zur Anerkennung von Gordians Herrschaftsanspruch. Gordian wurde daraufhin wohl Anfang Mai 238 zum alleinigen Kaiser proklamiert und zum Augustus ernannt.

### Regierung

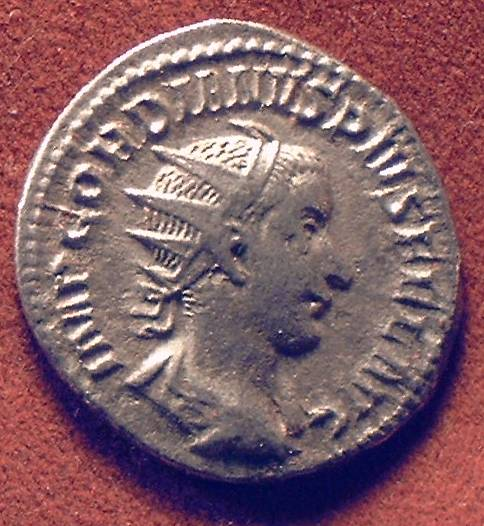
Ein Antoninian Gordians III.

Zu Beginn seines Prinzipats stand Gordian III., der gerade erst mündig geworden war, unter dem Einfluss mehrerer Senatoren, die den Kaiser durch einen Beraterstab (consilium) lenkten. Dies erinnerte damit an die Verhältnisse um 225, als der junge Severus Alexander ebenfalls durch einen Senatsausschuss in der Regierung unterstützt worden war. Innenpolitisch galt es zunächst, die Lage nach den chaotischen Verhältnissen der ersten Monate des Jahres 238 zu stabilisieren. Das bedeutete, die Autorität der Regierung auf Basis der Akzeptanz durch Heer und Senat (bzw. formal auch der stadtrömischen Bevölkerung) wiederherzustellen.
Als Zeichen des Konsenses wurde zunächst die Legio III Augusta, die unter dem mauretanischen Statthalter Capelianus die Erhebung der beiden Gordiane in der Provinz Africa niedergeschlagen hatte, aufgelöst (was bald zu militärischen Problemen im nun fast wehrlosen Nordafrika führen sollte). Neuer Prätorianerpräfekt wurde der Senator Aedinius Julianus – eine sehr ungewöhnliche Entscheidung, da der Posten eigentlich Rittern vorbehalten war. Der Provinzstatthalter von Hispania Citerior, Quintus Decius Valerinus, der Gordian III. die Anerkennung verweigert hatte, wurde gegen Ende 238 abgelöst. Die stadtrömische plebs wurde durch Zuwendungen und die Ausrichtung von Spielen befriedigt, und dem Heer wurden die bei Herrscherwechseln üblichen Geldzahlungen (Donative) versprochen. Der Steuerdruck auf die Reichsbevölkerung wurde leicht gemindert und die Selbstverwaltung der Städte gestärkt. Zeugnis der vielfältigen Maßnahmen ist eine spürbare Steigerung der Rechtsaktivitäten zu Beginn der Herrschaft Gordians III.
Die enorme finanzielle Belastung führte allerdings zu einer Geldentwertung mit spürbaren Auswirkungen auf Preise und Löhne. In den Jahren 239 und 241 bekleidete Gordian selbst das Konsulat. Im Jahr 240 wurde Sabinianus in Karthago zum Gegenkaiser ausgerufen. Die Usurpation wurde aber durch den Statthalter von Mauretanien noch im selben Jahr niedergeschlagen. Im gleichen Jahr fiel die wichtige, mit Rom verbündete Grenzstadt Hatra in Mesopotamien an das erstarkende neupersische Sassanidenreich. Die Perser überschritten den Euphrat und bedrohten Antiochia am Orontes und die Provinz Syria. Die persische Bedrohung sollte die letzten Regierungsjahre Gordians III. prägen (siehe auch Römisch-Persische Kriege). Die Römer reagierten mit den Vorbereitungen zu einem Perserfeldzug, den wohl bereits Pupienus und Balbinus beschlossen hatten. Mit dieser Aufgabe wurde der Ritter Gaius Furius Sabinus Aquila Timesitheus beauftragt. Timesitheus wurde Anfang 241 zum Prätorianerpräfekten ernannt und führte von nun an die Regierungsgeschäfte für den Kaiser, auf den er großen Einfluss gewann. Die Vorbereitungen waren Anfang 242 abgeschlossen. Nach der rituellen Öffnung der Tore des Janustempels (wohl zum letzten Mal in der Antike), durch welche offenbar die besondere Bedeutung des Feldzugs unterstrichen werden sollte, begab sich der Kaiser mit dem Heer in den Osten. Im Herbst 242 erreichte das Heer Antiochia und konnte die Sicherheit in der Provinz wiederherstellen. Ende 242 oder Anfang 243 starb der loyale Timesitheus unter unbekannten Umständen, ihm folgte sein Stellvertreter Philippus Arabs im Amt des Prätorianerpräfekten nach.
Zu Beginn des Jahres 243 rückten die römischen Legionen in die Provinz Mesopotamien ein und schlugen die Armee des Perserkönigs Schapur I., der inzwischen die Nachfolge seines Vaters Ardaschir I. angetreten hatte, in der Schlacht bei Resaina (vermutlich noch unter der Führung des Timesitheus). Damit war die Kontrolle über die Provinz Mesopotamien wiederhergestellt. Gegen Herbst 243 stieß das römische Heer wahrscheinlich gegen die persische Hauptresidenz Ktesiphon vor, doch erlitten die Römer Anfang 244 bei Mesiche eine schwere Niederlage.

### Tod

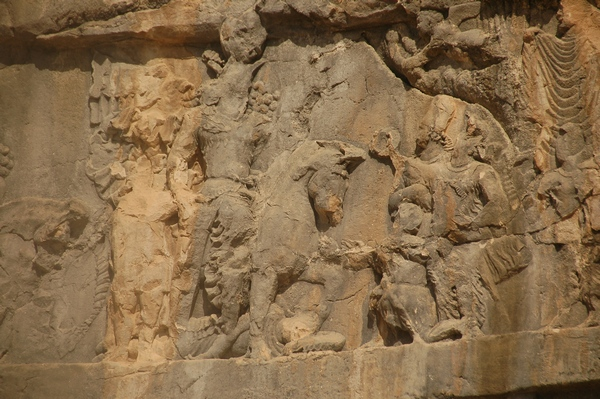
Relief Schapurs I. (Bischapur): Vor dem berittenen Perserkönig kniet der römische Kaiser Philippus Arabs; Kaiser Valerian steht neben Schapur; unter den Hufen des königlichen Pferdes liegt Gordian III.

Gordian III. starb wohl im Februar 244. Sowohl über den Ort als auch über die genauen Todesumstände liegen uns in den Quellen unterschiedliche Versionen vor, so dass offen bleibt, ob er im Kampf mit den Persern oder durch die Hände seiner eigenen Soldaten starb. Möglicherweise befand er sich schon wieder auf dem Rückweg außerhalb des persischen Gebiets, als er einer Meuterei der Soldaten zum Opfer fiel. Es wird oft angenommen, dass Philippus Arabs aus eigenem Machtstreben zumindest die Diskreditierung Gordians III. beim Heer betrieb, wenn nicht gar für seine Ermordung direkt verantwortlich war, doch ist dies umstritten. Die persische Darstellung, nach der Gordian während (oder infolge) der Schlacht von Mesiche fiel, wird von mehreren Forschern als durchaus glaubwürdig angesehen, zumal auch spätere byzantinische Quellen (etwa Johannes Zonaras), die auf älteres Material zurückgreifen konnten, nicht auf eine Ermordung des Kaisers hinweisen.
Die Quellen zeichnen ein recht positives Bild von ihm – nur in der Historia Augusta erscheint er im Angesicht des Todes recht jämmerlich –, können aber nicht verleugnen, dass er wohl alles in allem aufgrund seiner Jugend ein schwacher und von seiner Umgebung abhängiger Herrscher war.

## Porträts

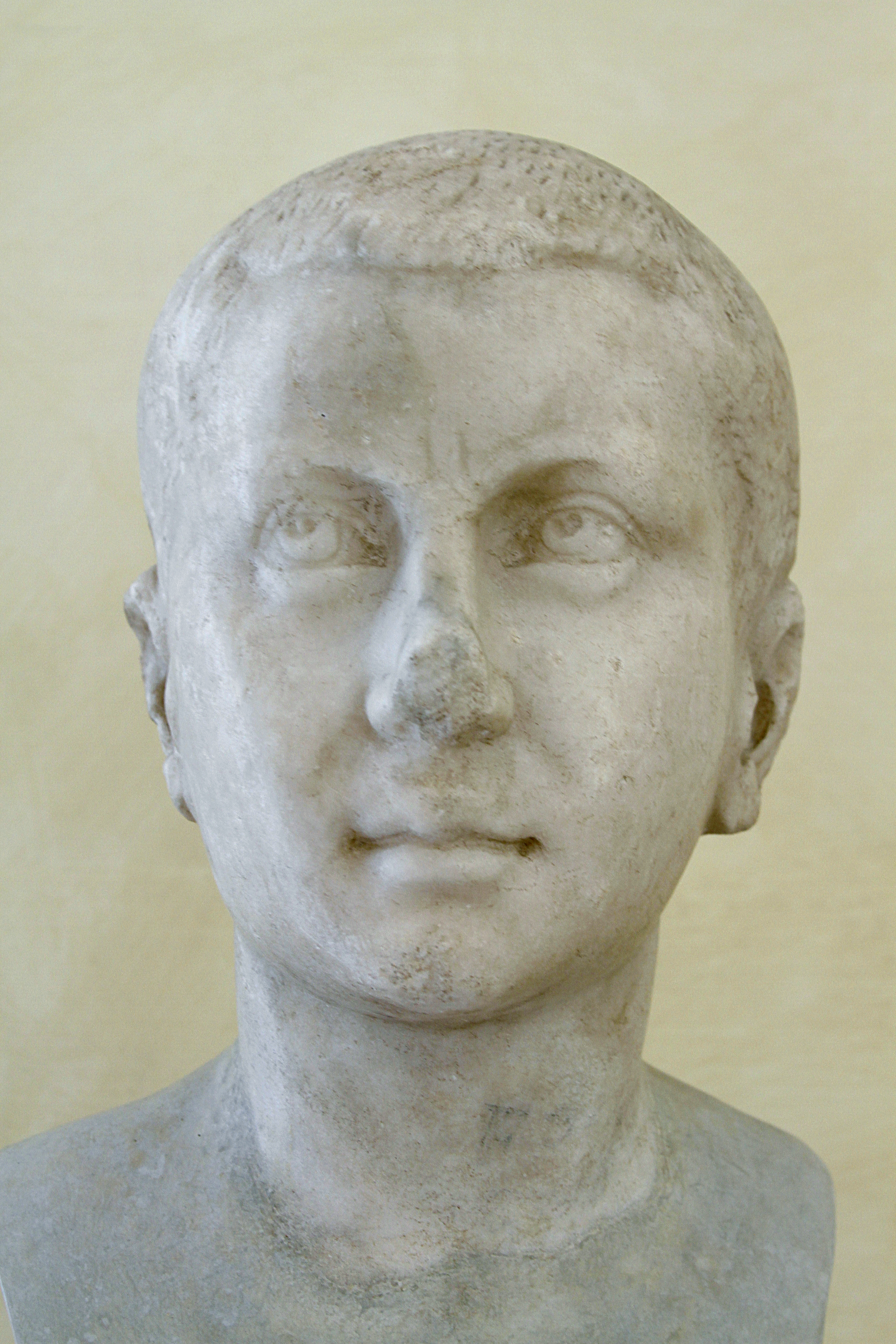
Typ 1

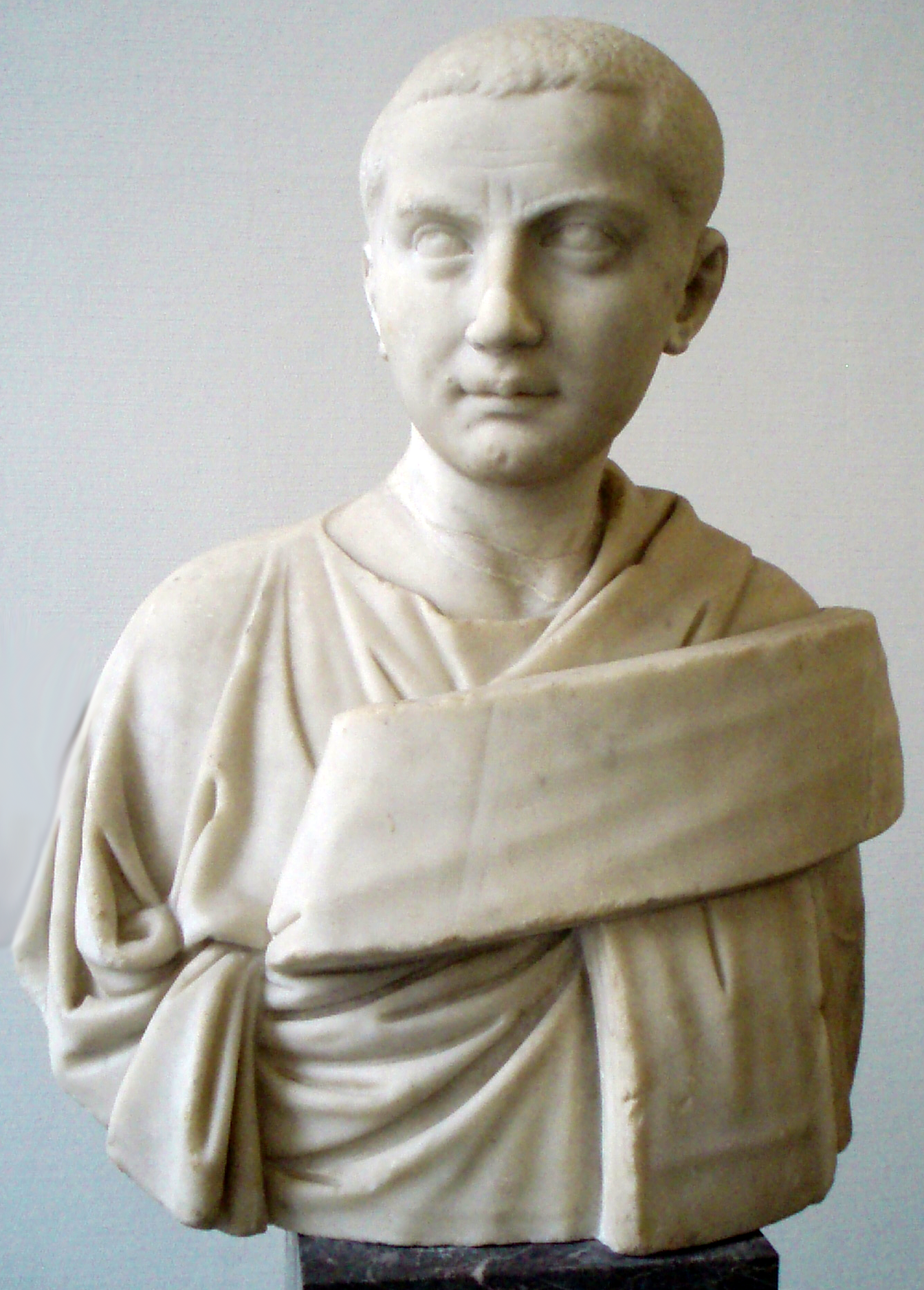
Leitstück Typ 2

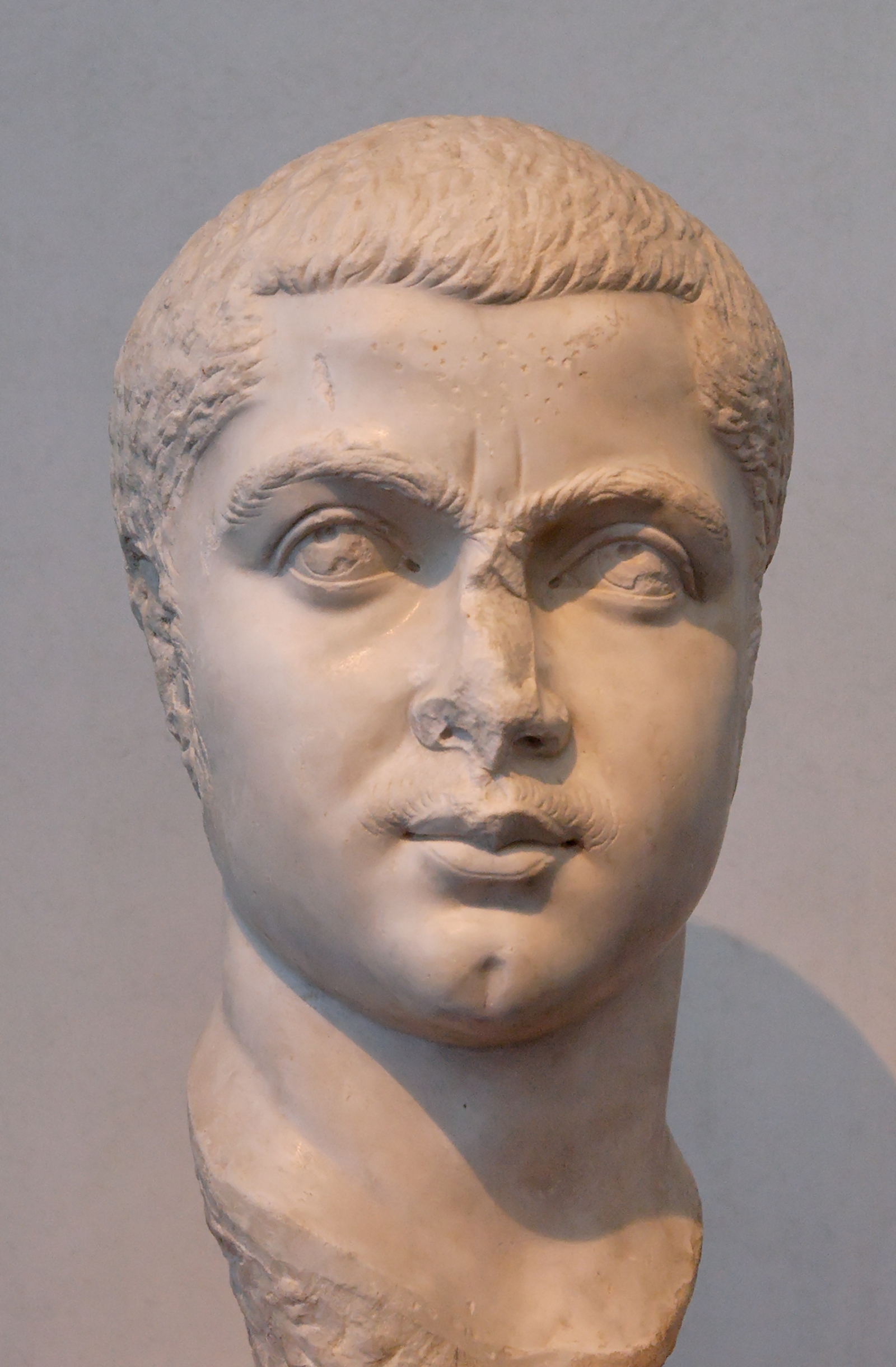
Typ 5

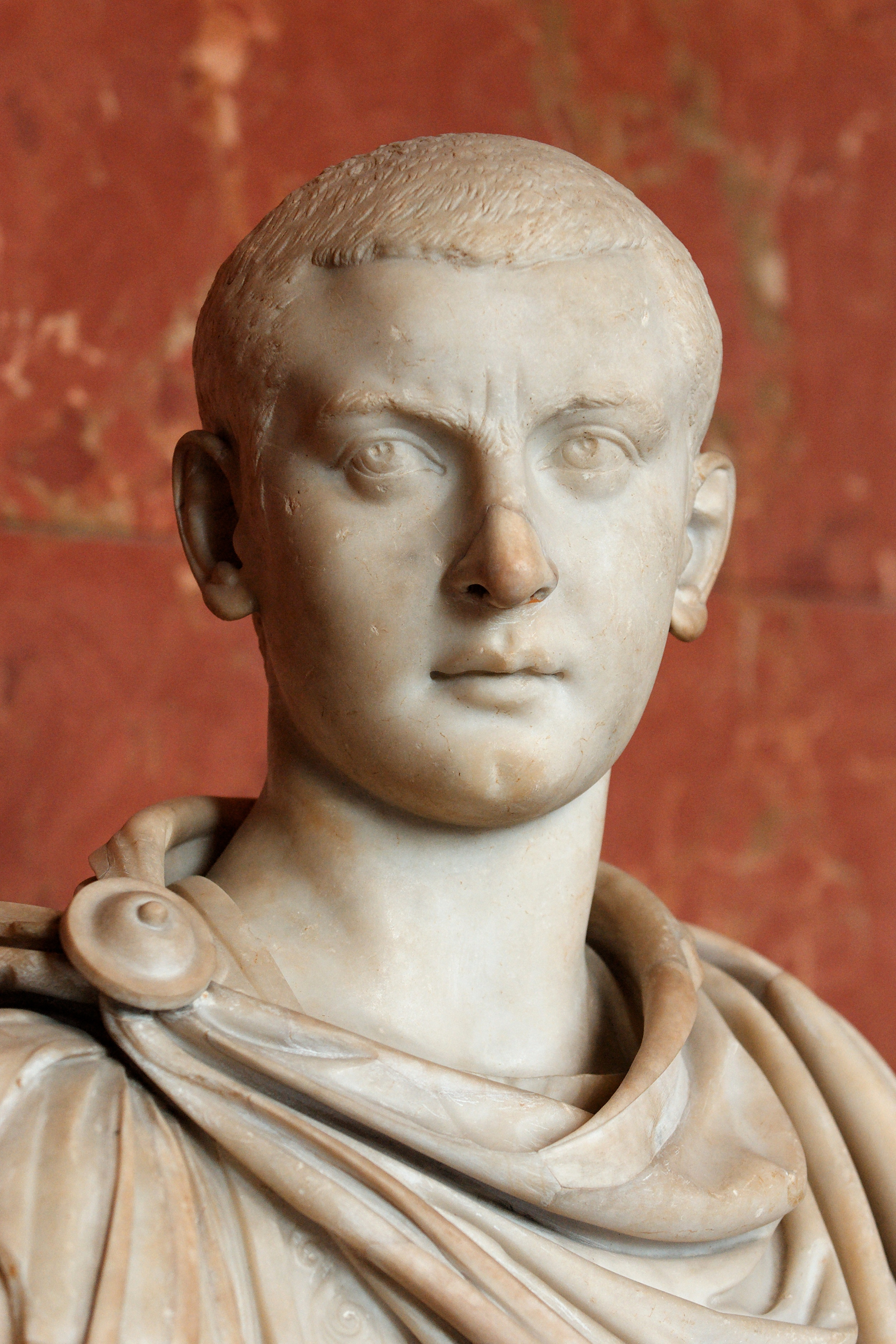
Leitstück Typ 5

Gordian III. gehörte zu den ersten sogenannten Kinderkaisern Roms. Trotz der relativ kurzen Dauer seines Wirkens konnte die Forschung fünf Bildnistypen ausmachen.
a) Typ 1 (Archetypus, vor Regierungsantritt)
Die Bildnisse zeigen wenig differenziert ausgearbeitete, symmetrische Gesichtszüge. Die Physiognomie Gordians III. ist dennoch erkennbar, wenn auch die für Gordian typischen Gesichtsfalten noch fehlen.
Ein Beispiel für diesen Typ findet sich im Konservatorenpalast in Rom (Inv. 995).
b) Typ 2 (ca. 238 bis 239)
Dieser Bildnistyp stellt Gordian III. mit zwei Querfalten auf der Stirn und zwei senkrechten Falten über der Nasenwurzel dar. Der Kaiser blickt äußerst konzentriert. Das Stilmittel der Querfalten, die sich in späteren Bildnistypen kaum mehr finden, sowie des wachen Blicks sind offensichtlich zur Darstellung von Herrscherwürde und Reife angewandt worden.
Das Leitstück für diesen Typ stellt die Trabeabüste im Pergamonmuseum in Berlin dar.
c) Typ 3 (ca. 238 bis 239)
Das Bestimmungsmerkmal dieses Typs, der offenbar zeitgleich mit Typ 2 kursierte, ist die gewollte Ähnlichkeit mit Severus Alexander. Dazu wurden andere Stilmittel als bei Typ 2 verwendet. Die Konturen sind nicht so hart ausgeführt und die Querfalten auf der Stirn fehlen. Dadurch strahlen die Bildnisse mehr Ruhe und Milde aus.
Das Leitstück für diesen Typ stellt eine Büste im Louvre in Paris dar (Inv. 2331).
d) Typ 4 (ca. 240 bis 242)
Dieser Bildnistyp verzichtet sowohl auf die Strenge des Typs 2 als auch auf die Nachahmung der Physiognomie von Severus Alexander aus Typ 3. Durch ein markanteres und annähernd rechteckiges Schädelprofil, durch angedeuteten Bartwuchs und die Führung der Augenbrauen wirkt der Kaiser reifer und strahlt Optimismus aus.
Das Leitstück für diesen Typ stellt eine Büste im Konservatorenpalast in Rom dar (Inv. 479).
e) Typ 5 (ca. 242 bis 244)
Diese letzten Bildnisse Gordians III. sind in den Proportionen des Typs 4 in der Länge gestreckt, vielleicht um den Herrscher im Zuge des Perserkrieges heroisch entrückt darzustellen.
Das Leitstück für diesen Typ stellt eine Panzerbüste im Louvre in Paris dar (Inv. 1063).